# 浮世根問
『浮世根問』（うきよねどい）は古典落語の演目。別題に『無学者』（むがくしゃ）、『無学者論』（むがくしゃろん）。もとは上方落語の演目で、2代目柳家小せんが東京に移入した。
八五郎が物知りな隠居にいろいろなことを質問し、最後に極楽の所在を問うという内容。武藤禎夫は「同じ八公相手の隠居でも、『やかん』『千早振』に出てくる知ったかぶりのこじつけ話と違って、温和な人柄がにじみ出てくる」と評している。
落ち（サゲ）は仏壇のろうそく立てに「亀の背中に鶴が乗る」意匠が多いことに由来するが、この内容は、安永5年（1776年）に刊行された江戸小咄本『鳥の町』の一編「根問」に見える。現代では馴染みがないため、サゲの前で切り上げられることが多い。
主な演者には、4代目柳家小さんやその弟子である5代目柳家小さんなどがいる。

## あらすじ
八五郎が横町のご隠居を質問攻めにする。この噺では、「嫁入り」という語は本来は「娘入り」が正しいのではないかという問いから始まって、やがて慶事の象徴である鶴亀は死んだらどこに行くのか、という展開になる。隠居は極楽に行くと答えるが、八五郎は今度は極楽はどこにあるのかと問い返す。最終的に隠居は極楽はここにあると言って、自宅の仏壇を指差す。ここで八五郎は話を戻して「では鶴や亀は仏となってここに来るのですか？」と聞くと、隠居は「いや、鳥畜類は仏になれない」と答える。八五郎が「ではどうやってここに来るんですか？」と聞き返すと、隠居は答える。
「ろうそく立てになる」

## バリエーション
隠居の「亀は万年」に対して八五郎が「縁日で買った亀がその晩に死んだ」と質問すると、隠居が「その日が万年目だった」と答える内容を入れる場合がある。このくすぐりは、古くは寛永5年（1628年）の『醒睡笑』第2巻「躻（うつけ）」第21話に見える。